# Bassirou Konté
Pour les articles homonymes, voir Konte.
Bassirou Konté, né le 18 juillet 1988 à Grand-Bassam, est un coureur cycliste ivoirien.

## Biographie
En 2006, il prend la 18e place du Tour du Faso, épreuve la plus prestigieuse en Afrique.
Avec Kouamé Lokossué, Issiaka Fofana et Albert Touré Mongolon, il représente la Côte d'Ivoire aux Jeux panafricains organisés à Alger en 2007.

## Palmarès
- 2006
  - 7e et 8e étapes du Tour de l'Or Blanc
  - 5e, 7ea et 10e étapes du Tour de l'Est International
  - Grand Prix de l'Indépendance de la Côte d'Ivoire
  - 2e du championnat de Côte d'Ivoire sur route
- 2007
  - 1re, 4e et 7e étapes du Tour de l'Est International
- 2008
  -  Champion de Côte d'Ivoire sur route
  - 6e étape du Tour du Cameroun
  - Tour du Togo :
    - Classement général
    - 2e et 3e étapes

  - 2e du championnat de Côte d'Ivoire du contre-la-montre
- 2009
  - Grand Prix Ahoua Simon
  - 4e et 8e étapes du Tour du Togo
  - Boucles talmondaises
  - 1re, 3e, 6e, 9e et 11e étapes du Tour de l'Est International
  - Tour de l'Or Blanc :
    - Classement général
    - 6e étape

  - 3e du Tour de l'Est International
- 2010
  - 2e étape du Tour du Cameroun
  - Grand Prix Ahoua Simon
  - 4e et 7e étapes du Tour du Togo
  - Tour de la Fraternité Akiye :
    - Classement général
    - 1re et 2e étapes

  - 7e étape de la Boucle du coton
  - 5e et 7e étapes du Tour de l'Est International
- 2011
  - 2e du championnat de Côte d'Ivoire sur route
- 2012
  - Ouverture Saison de Côte Ivoire
  - 1re et 6e étapes du Tour de l'Est International
  - 1re et 2e étapes du Tour de l'Indépendance
  - 4e, 5e (contre-la-montre par équipes), 6e et 10e étapes du Tour de Côte d'Ivoire
  - 2e du Tour de l'Est International
  - 2e du championnat de Côte d'Ivoire de VTT[1]
- 2013
  -  Champion de Côte d'Ivoire sur route
  - 5e et 10e étapes du Tour du Togo
  - 3e et 5e étapes du Tour de Côte d'Ivoire
  - 7e étape du Tour du Faso
- 2014
  -  Champion de Côte d'Ivoire sur route
  -  Champion de Côte d'Ivoire de VTT[2]
  - 1re et 3e étapes du Tour du Togo
  - 3e étape des 72 heures du Sud
  - 2e étape du Tour du Bénin
  - Grand Prix du Président de la Fédération malienne
  - 6e étape du Tour de Côte d'Ivoire
- 2015
  - 7e étape du Tour du Cameroun
  - Mémorial Loky Diallo
  - 4e étape du Tour de l'Est International
  - 3e du Tour de l'Est International
- 2016
  -  Champion de Côte d'Ivoire sur route
  - 4e et 6e étapes du Tour du Togo
  - 1re et 2e étapes du Tour du Bénin
  - 2e, 9e et 10e (contre-la-montre par équipes) étapes du Tour de l'Est International
  - Trophée du Maire Hien Sié
  - Tour de l'Or Blanc :
    - Classement général
    - 1re, 2e, 3e, 4e, 5e, 6e et 7e étapes

  - 2e du Tour de l'Est International
- 2017
  -  Champion de Côte d'Ivoire sur route
  - 3e étape du Tour de Côte d'Ivoire (contre-la-montre)
  - 6e étape du Tour de la République démocratique du Congo
  - 8e étape du Tour de l'Est International
- 2018
  - Grand Prix de l'Assomption
  - 3e du Tour de Guinée
- 2019
  - Tour de l'Indépendance
  - 4e étape du Tour de l'Est International
  - 3e du Tour de l'Est International
- 2020
  - 2e du championnat de Côte d'Ivoire sur route
- 2021
  - 4ea, 4eb et 5e étapes du Tour de l'Est International
- 2022
  - 5e étape du Tour de Côte d'Ivoire

## Classements mondiaux
| Année           | 2006 | 2007 | 2008 | 2009 | 2010 | 2011 | 2012 | 2013 | 2014 | 2015 |
| --------------- | ---- | ---- | ---- | ---- | ---- | ---- | ---- | ---- | ---- | ---- |
| UCI Africa Tour | 31e  |      | 137e | 118e | 96e  | 101e | 150e |      | 124e | 115e |